# Interkama+
INTERKAMA+ — одна из ведущих мировых выставок, посвящённая автоматизации непрерывных процессов и производств. Проводится в рамках Hannover Messe.
В рамках выставки экспонируются следующие технологии и продукты:
- Решения по автоматизации для непрерывных процессов
- Системы управления технологическими и производственными процессами (DCS, MES, LIMS)
- Полевые устройства и компоненты
- Технологии для измерения, калибровки и анализа.

## Экспоненты
В 2008 году в выставке принимают участие такие компании и организации, как:
- ABB
- Bosch Rexroth
- Danfoss
- EtherCat Technology Group
- KUKA Roboter GmbH
- Motorola
- NAMUR
- Phoenix Contact
- Rockwell Automation
- Siemens AG
- TÜV
- Volkswagen AG